# Гуревич, Борис Маркович
Бори́с Ма́ркович Гуре́вич (13 июля 1938 — 17 августа 2023) — советский и российский математик, лауреат премии имени А. Н. Колмогорова (2009).

## Биография
Родился 13 июля 1938 года.
В 1961 году окончил механико-математический факультет МГУ.
В 1965 году защитил кандидатскую диссертацию (тема: «Условия существования возрастающих разбиений и К-разбиений для специальных потоков и специальных автоморфизмов»).
В 1992 году защитил докторскую диссертацию (тема: «Гиббсовские случайные поля и динамические системы»), а в 1998 году было присвоено учёное звание профессора.
Работал на кафедре математической статистики и случайных процессов механико-математического факультета МГУ.
Под его руководством защищено семь кандидатских диссертаций.

## Награды
- Премия имени А. Н. Колмогорова (совместно с В. И. Оселедецем, 2009 год) — за цикл работ «Эргодическая теория и смежные вопросы»[5].